# Carpegna
Carpegna es un municipio italiano situado en la provincia de Pesaro y Urbino, en la región de Marcas. Tiene una población estimada, a fines de 2022, de 1642 habitantes.
Está situado a los pies del monte homónimo.
Fue la capital de un pequeño condado imperial desde 1463 hasta su inclusión en 1807 por Napoleón en el Reino de Italia. Devuelto a sus antiguos propietarios en 1817, pasó a los Estados Pontificios en 1819.

## Evolución demográfica
| Gráfica de evolución demográfica de Carpegna entre 1861 y 2022 |
|                                                                |
| Fuente: ISTAT - Elaboración gráfica de Wikipedia               |